# Mazda Titan
Der Mazda Titan ist ein LKW, den Mazda seit 1971 produziert. Der Titan ist der Nachfolger des Mazda E 2000 und wurde von dem früheren Kooperationspartner Kia Motors mittels Badge-Engineering als Kia Titan produziert und zeitweilig von Ford in Ozeanien als Ford Trader angeboten. Seit 2004 basiert der Mazda Titan mittels Badge-Engineering auf dem Isuzu Elf.

## Erste Generation 1971–1980
Der erste Titan wurde im August 1971 als Nachfolger des Zwei-Tonnen-Nutzlast-LKW Mazda E 2000 vorgestellt. Als Antrieb kam der aus dem E2000 bekannte 2,5-L-"XA"-Dieselmotor ohne Änderungen mit 77 PS zum Einsatz. Ein 2-L-Ottomotor ergänzte das Angebot ebenso wie der XC 3,7-L-Ottomotor mit 100 PS (74 kW), der Basismotor des als Ford Trader mit 3 Tonnen Nutzlast, in Ozeanien angebotene Titan war. 1971 startete auch der Kia Titan.
Für noch höhere Nutzlasten gab es ab 1972 den Mazda-XB-2,7-L-Dieselmotor mit nur 4 PS mehr Leistung, 81 PS (60 kW), aber besserem Drehmomentverlauf als beim 2,5-L-Dieselmotor. 1977 erfolgte ein Facelift mit einem neuen Kühlergrill und Stoßfänger. Zudem wurden die Blinker größer und eckiger, und das runde M-Logo wurde durch das neue Markenzeichen MAZDA ersetzt. Der 2,7-L-Dieselmotor wuchs bei gleicher Leistung auf 3,0 L.

## Zweite Generation 1980–1989
Im August 1980 startete die zweite Generation der Modellreihe. Einzig verfügbarerer Dieselmotor für den Titan war nun der 4052 cm³ Sechszylinder z. B. in verschiedenen Leistungsstufen. Daneben gab es den 3,7-L-Ottomotor mit vier oder sechs Zylindern. 1982 wurde die zweite Generation Mazda Parkway eingeführt, die nun auf dem Titan basierte. 1984 gab es geringfügige Überarbeitungen. Ein sichtbares Facelift erfolgte dann 1987 mit nun vier quadratischen statt runden Scheinwerfern. Neben anderen kleinen Überarbeitungen wurde ein DIN-Radio-Schacht im Armaturenbrett integriert.

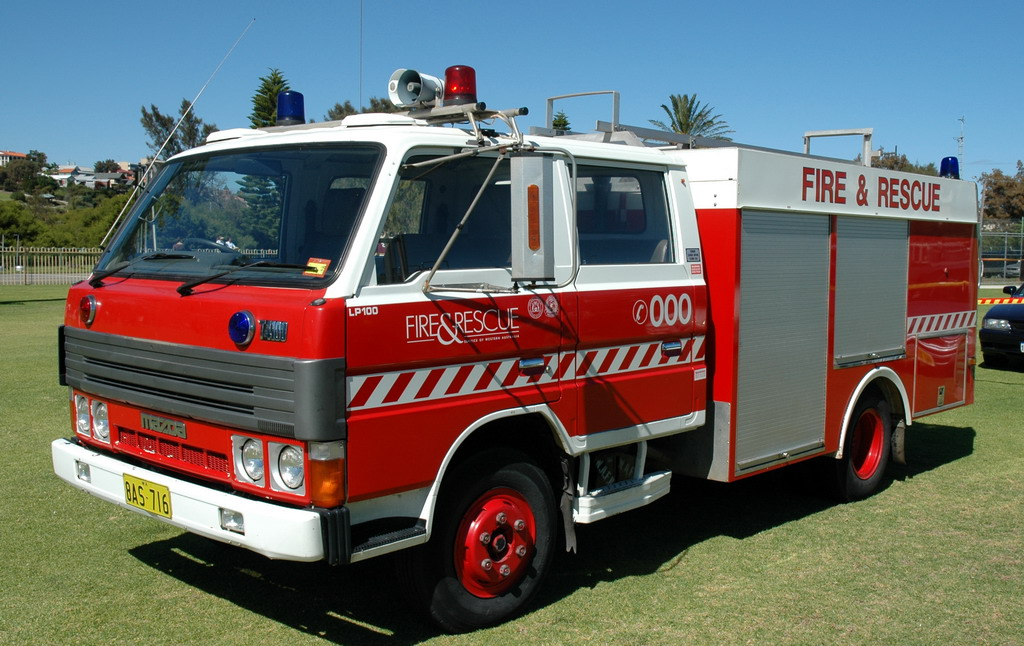
Titan Feuerwehr
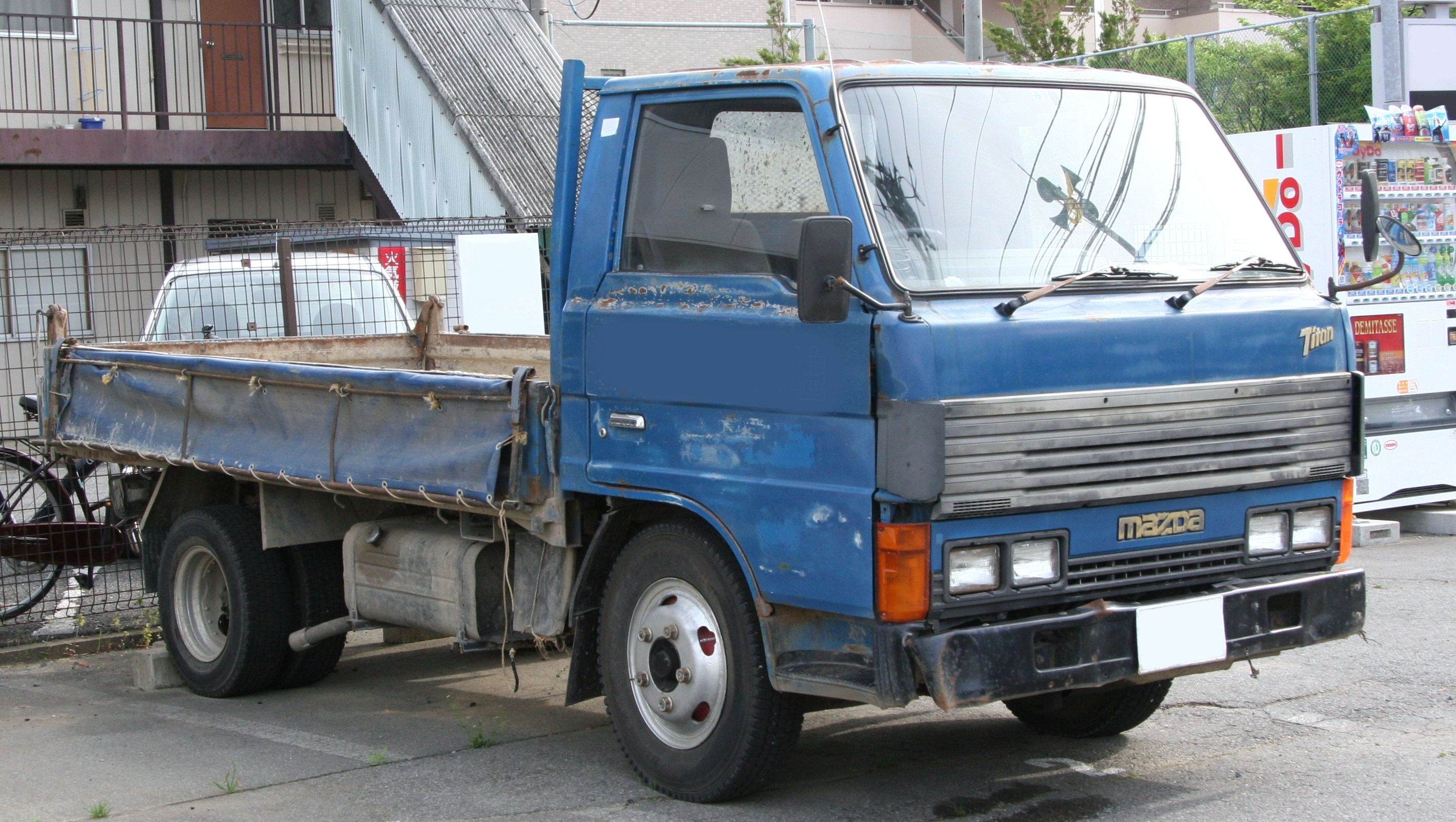
Titan 1987–1989

## Dritte Generation 1989–2000
Die dritte Generation Titan startete im Sommer 1989. Er hatte eine komplett neue Karosserie, obwohl das Design dem Vorgänger ähnelte. Der augenscheinlich sichtbarste Unterschied waren weiter heruntergezogene Seitenscheiben an der Vorderkante, um dem Fahrer eine bessere Sicht zu ermöglichen. Der Titan-Schriftzug an der Front war nun dem Mazda-Logo angeglichen, bei einigen Versionen war ein Titan-Schriftzug auch auf dem Kotflügel angebracht. In den Exportmärkten wurde der Titan nun als Mazda T-Serie und als Ford Trader in Ozeanien angeboten. Neben dem Mazda Sechszylinder-Dieselmotor gab es auch optional einen gleichartigen Motor von Perkins Engines sowie nun auch einen Vierzylinder-Dieselmotor, alle jeweils mit 4,0 L Hubraum. Ebenfalls weiter erhältlich war der überarbeitete Vier- oder Sechszylinder-Ottomotor.
1995 gab es eine weitere Modellpflege mit bedeutenderen mechanischen Änderungen. Um konform zu sein mit den 1994 verschärften Abgasnormen, wurde die Modellreihe nun mit leistungshöheren und moderneren 4HF1 und 4HG1-Dieselmotoren von Isuzu ausgestattet. Im Design wurde das Mazda-Logo erheblich größer und der Titan-Schriftzug nun in rot gehalten. Ein AM/FM-Radio mit 2 Lautsprechern und einer Uhr war nun Serienstandard in allen Märkten.
Im Oktober 1997 gab es eine weitere Modernisierung. Die Windschutzscheibe wurde vergrößert und mit schwarzem Kunststoff abgerundet. Die vier quadratischen Leuchten wurden von unregelmäßig geformten einzelnen Einheiten, die um die Ecken reichten, ersetzt. Das Titan-Logo wurde von rot auf weiß geändert. Gleichzeitig wurde die Produktion des Ford Trader eingestellt, der ab 1998 auf dem bei Ford Otosan in der Türkei gebauten Ford Cargo basierte.
Ab Mai 1999 gab es überarbeitete Motoren, um die verschärften Abgasnormen zu erfüllen und die Bremsanlage wurde verbessert.

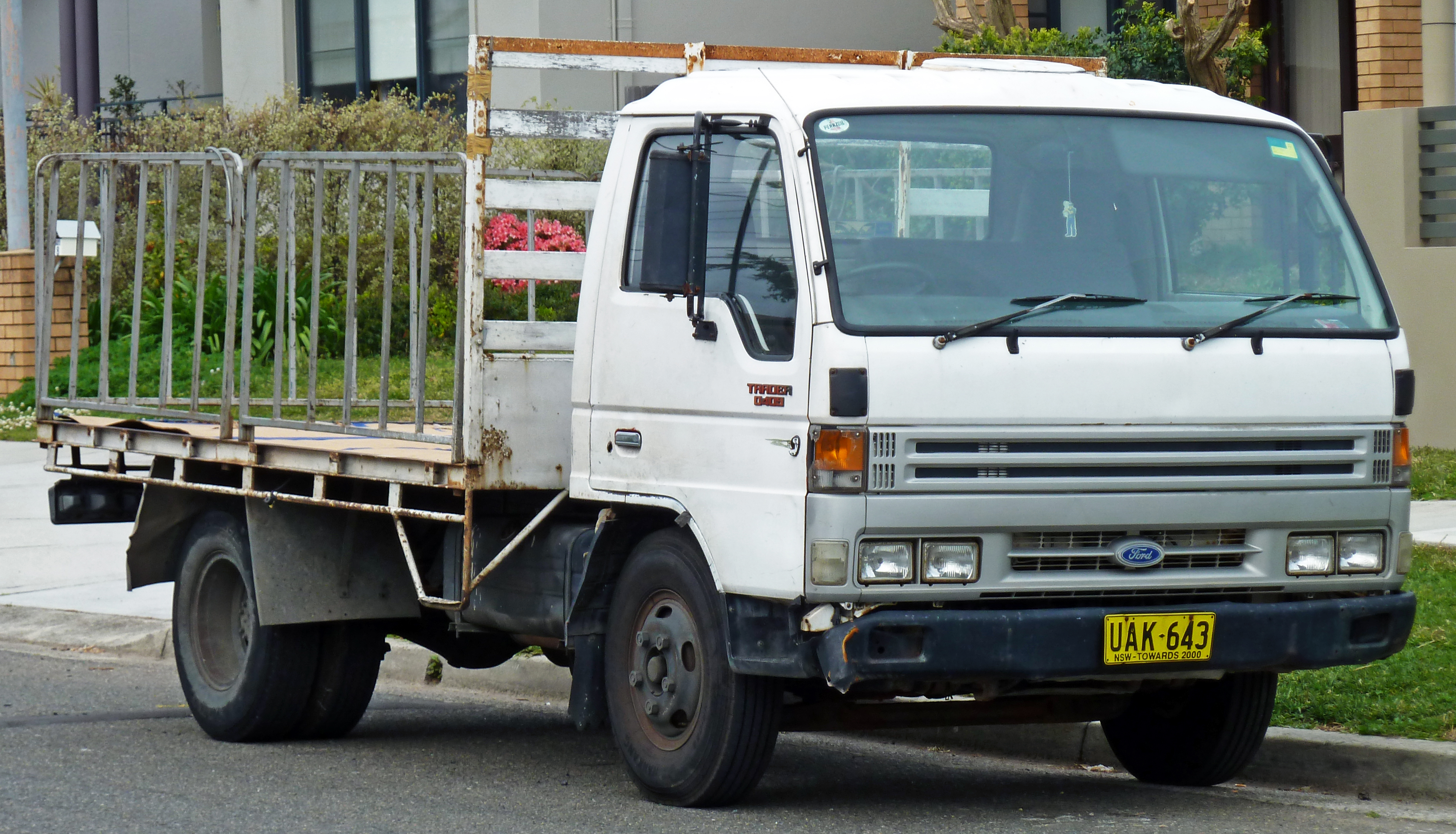
Ford Trader 1989–1998
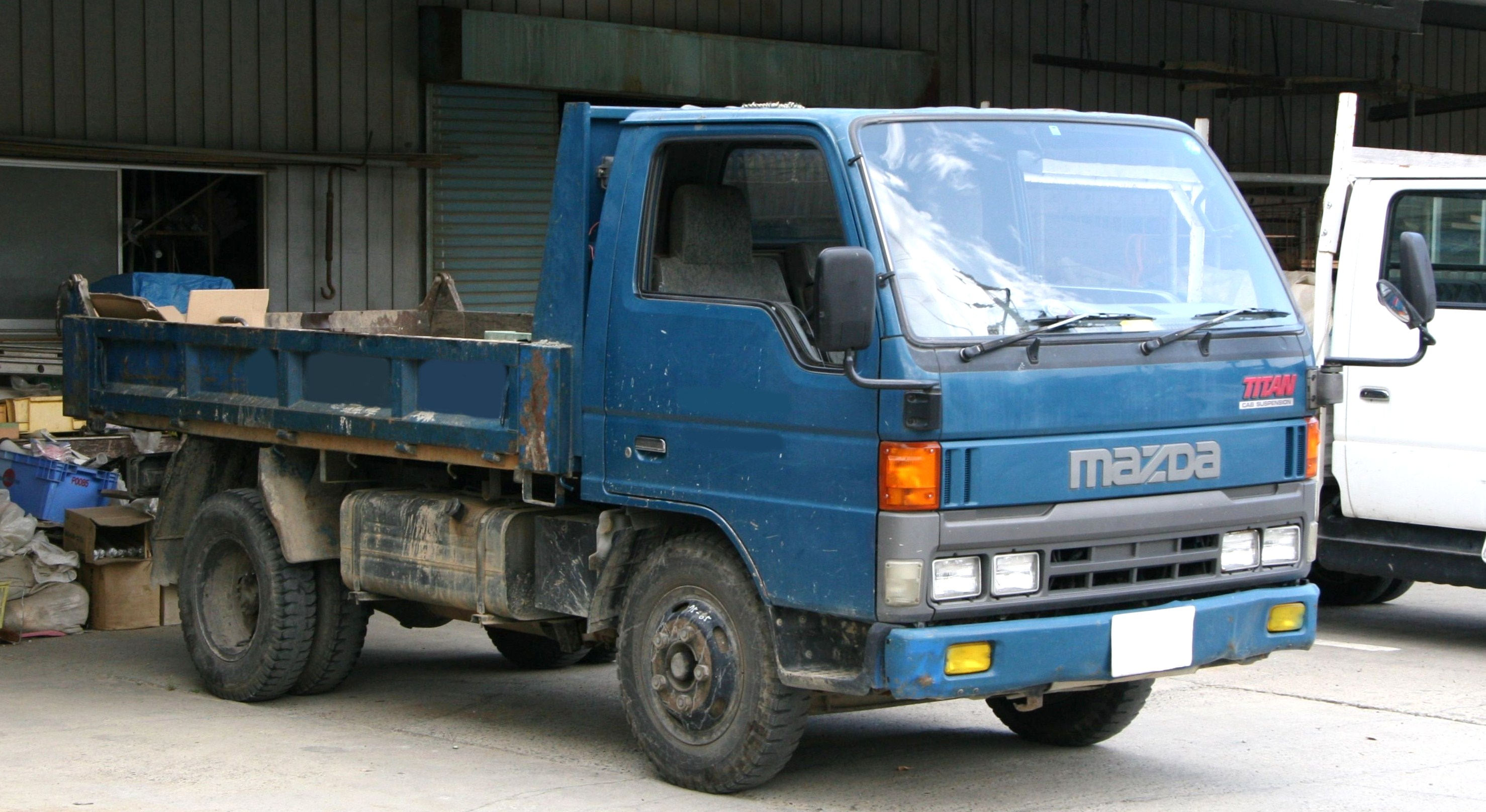
Titan 1995–1997
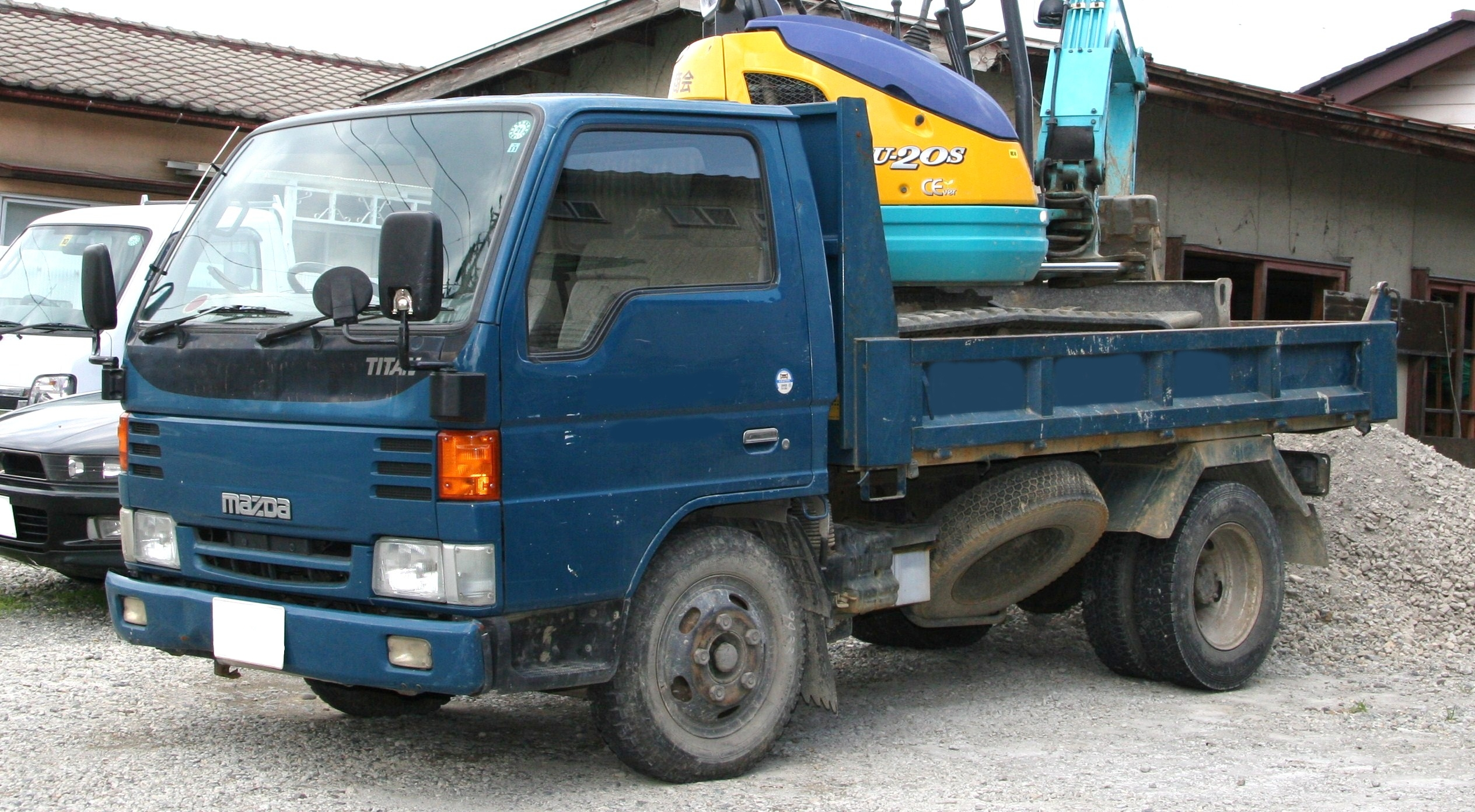
Titan 1997–2000

## Vierte Generation 2000–2004
Die vierte Generation Titan wurde ab Mai 2000, im Export wieder als T-Serie, angeboten. Einzig verfügbar war der von Isuzu zugekaufte 4,0-L-Dieselmotor in verschiedenen Leistungsstufen. Ab November 2000 gab es auf dessen Basis eine Erdgas-Variante. Bereits im Juni 2004 endete die Produktion und ab nun gab es den Isuzu Elf der fünften Generation mittels Badge-Engineering als Mazda Titan.

### Titan Dash 2000–2010
Im Oktober 2000 startete der Titan Dash in der japanischen Bushido-Klasse (1-Tonnen-Nutzlast-LKW), als Nachfolger des Mazda Bongo Browny Truck mit dem gleichen Motor des Titan, sowie ab 2001 auch in CNG Ausführung.
Ab Dezember 2004 gab es aufgrund neuer Abgas Vorschriften einen überarbeiteten Dieselmotor. Zusätzlich erhältlich war nun auch der 2,0-L-Dieselmotors des Mazda Bongo mit Dieselpartikelfilter. Neben dem bisher serienmäßigem Antiblockiersystem erweiterte auch ein Fahrerairbag die Serienausstattung, während ein Beifahrerairbag nun optional erhältlich war. Im November 2005 gab es kleinere Überarbeitungen des Titan Dash, wobei eine automatische lastabhängige Einstellung der Beleuchtung die hervorstechendste war.
Ab August 2007 war nur noch der 2,0-L-Dieselmotor mit einer geänderten Verdichtung und kleiner Erhöhung des Hubraum erhältlich, um den zukünftig geänderten Abgasvorschriften für Transporter/LKW in der Bushido-Klasse (1 Tonne Nutzlast) gerecht zu werden und die Kraftstoffeffizienz zu verbessern.
Im August 2010 wurde die Produktion des Titan Dash ohne Nachfolger eingestellt.

## Fünfte Generation 2004–2007
Ab Juni 2004 war der Titan Dash in der Bushido-Klasse der einzige Lkw, der im Hause Mazda gebaut wurde, da der Titan ab nun nur noch ein Modell auf Basis des Isuzu Elf von Isuzu produziert wurde. Somit gab es nun einen 4,8-Liter-Dieselmotor, aber nicht mehr in CNG Version. Neu war nun ein Automatikgetriebe, das auch manuell geschaltet werden konnte und optional auch mit Kupplungspedal erhältlich war.
Ansonsten waren die technischen Eigenschaften wie ABS und ASR, die nun serienmäßig verbaut waren, bereits beim Vorgänger Standard oder optional erhältlich.

## Sechste Generation seit 2007
Wenige Monate nach Verkaufsstart des Isuzu Elf der sechsten Generation folgte auf dessen Basis im Januar 2007 der Titan der sechsten Generation. Hierbei wurde die Kabine in allen Ausführungen größer und wuchs in der Breite um 75 mm.
Ab Mai 2009 gab es einige Verbesserungen mit Reduzierung des Kraftstoffverbrauch, auf den Standard für schwere Fahrzeuge ab 2015, und die Einführung eines Dieselpartikelfilters.
Seit Juni 2011 ist der Wirkungsgrad der Partikelverbrennung verbessert, obwohl man auf ein Harnstoff-SCR-System verzichtet. Zur besseren Sicherheitsvorsorge ist seither der vordere Unterfahrschutz verstärkt.
Im Mai 2012 folgte die bislang letzte Überarbeitung mit nochmals verbessertem Abgasverhalten und verstärktem Unterfahrschutz im Heckbereich.